# Liste von Persönlichkeiten der Stadt Mittweida

Wappen der Stadt Mittweida

Die Liste der Persönlichkeiten der Stadt Mittweida enthält Personen, die in der Geschichte der sächsischen Stadt Mittweida eine nachhaltige Rolle gespielt haben. Es handelt sich dabei um Persönlichkeiten, denen die Ehrenbürgerschaft verliehen wurde, die in Mittweida geboren sind oder hier gewirkt haben.
Für die Persönlichkeiten aus den nach Mittweida eingemeindeten Ortschaften siehe auch die entsprechenden Ortsartikel.

## Ehrenbürger

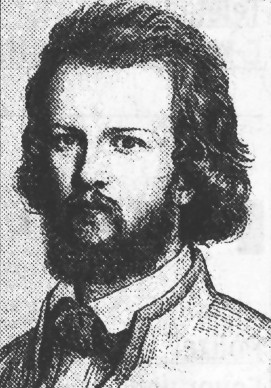
Johannes Schilling

- 1877: Johannes Schilling (1828–1910), Bildhauer
- 1880: Carl August Sigismund Emmrich, Stadtverordneter und Wohltäter der Stadt
- 1882: Rudolf Heber (1806–1884), Dr. med.
- 1892: Carl Georg Weitzel (1843–1927), Gründer des Technikums
- 1893: Franz Louis Flößner (1824–1898), Stadtrat, stellvertretender Bürgermeister und Standesbeamter
- 1895: Otto von Bismarck (1815–1898), Reichskanzler
- 1902: Martin Schneider (1839–1904), Politiker, Reichstagsmitglied, Vorsitzender des Gewerbegerichts
- 1911: Louis Wilhelm Decker (1847–1915), Stadtrat, Verdienste um die industrielle Entwicklung Mittweidas
- 1966: Karl Graf (1899–1970), Antifaschist
- 1966: Fritz Tippmann (1900–1983), Antifaschist
- 1973: Hans Vogelsang (1892–1987), Antifaschist
- 1992: Erich Loest (1926–2013), Schriftsteller
- 1998: Ingrid von Reyher (1908–2004), Dr. phil. Dozentin an der Hochschule Mittweida
- 2000: Reinhard Schmidt (* 1937), Rektor der Hochschule Mittweida[1]
- 2023: Lothar Otto (* 1947), Rektor und Kanzler der Hochschule Mittweida
- 2024: Matthias Damm (* 1954), Bürgermeister und Landrat in Mittelsachsen

## Söhne und Töchter der Stadt
Die folgenden Personen sind in Mittweida oder den heutigen Ortsteilen der Stadt geboren. Ob sie ihren späteren Wirkungskreis in Mittweida hatten oder nicht, ist dabei unerheblich.

### Geboren in der Frühen Neuzeit
- Wolffgang Wesener (1494–1557), Schultheiß in Halle/Saale
- Balthasar Siegel (1534–1575), Hammerherr
- Georg Forberger (um 1543–nach 1604), Herausgeber und Übersetzer
- Jakob Lindner (1544–1606), Pädagoge und Rektor der Landesschule Pforta von 1580–1587 und 1592–1600
- Andreas von Schönberg (1565/1566–1587), kursächsischer Lehnsmann, geboren auf Gut Neusorge
- Georg Haußmann (1583–1639), Rektor der Kreuzschule in Dresden von 1624–1639, zuvor von 1611–1619 stellv. Rektor der Schule in Mittweida
- Matthias Alber (1603–1663), Amtmann
- Michael Leister (1604–1671), kursächsischer Oberamtmann von Dresden
- Balthasar Stolberg (1640–1684), Philologe
- Johann Heinrich Martius (1683–1756), Literaturwissenschaftler
- Christian Gotthold Hauffe (1725–1799), Buchhändler, Verleger und Romanautor
- Johann Gottfried von Lorenz (1737–1792), Kauf- und Handelsmann, Fabrikbesitzer sowie kursächsischer Kammerrat und Rittergutsbesitzer, ab 1790 Freiherr von Lorenz
- Christian Gottfried Hahmann (1739–1798), Baumeister des Rokoko, der hauptsächlich in Dresden tätig war und heute in erster Linie für seine Mitwirkung am Palais Cosel bekannt ist
- Friedrich Herrmann (1775–1819), Pädagoge und Publizist
- Gottfried August Freiherr von Lorenz (1776–1841), kursächsischer, ab 1806 königlich-sächsischer Amtshauptmann und Rittergutsbesitzer

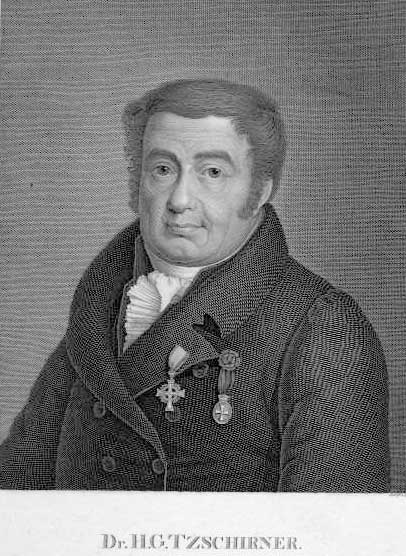
Heinrich Gottlieb Tzschirner

- Heinrich Gottlieb Tzschirner (1778–1828), evangelischer Theologe
- Henriette Caroline Löwe (1783–1831), Sängerin und Schauspielerin[2][3]

### Geboren im 19. Jahrhundert
- August Junge (1821–1869), Hochschullehrer für Mathematik und Markscheidekunst, geboren in Frankenau
- Heinrich Trübenbach (1823–1896), evangelischer Pfarrer und Ortschronist in Kayna
- Guido Uhlemann (1824–1904), Gutsbesitzer und Politiker in Görlitz bei Schrebitz, Abgeordneter der 2. Kammer des Sächsischen Landtags
- Daniel Reinhold Finsterbusch (1825–1902), Lehrer und Komponist
- Johannes Schilling (1828–1910), Bildhauer
- Martin Schneider (1839–1904), Jurist und Mitglied des Deutschen Reichstags (NLP)
- Emil Römmler (1842–1941), sächsischer Hofphotograph und 1871 Mitbegründer der bedeutenden Dresdner Kunstdruckanstalt Römmler & Jonas.
- Kurt Harter (1858–1936), Politiker (Konservativer Landesverein in Sachsen, DNVP), geboren in Neudörfchen
- Hans Stumme (1864–1936), Orientalist und Linguist, der für seine Forschungen zu semitischen und anderen afroasiatischen Sprachen bekannt ist
- Richard Dörschel (1864–1955), Architekt
- Georg Pezold (1865–1943), Bildhauer
- Hermann Beyer (1869–1926), Politiker (SPD, USPD), Abgeordneter im letzten Landtag Reuß jüngerer Linie, Mitglied des Staatsrates des Volksstaates Reuß und der Landesregierung von Reuß, verantwortlich für das Ressort Wirtschaft
- Johannes Jühling (1870–1945), Schriftsteller[4]
- Helene Wagner (1870–1945), MdL (SPD), im Sächsischen Landtag hielt sie am 4. März 1919 als erste weibliche Abgeordnete eine Rede[5]
- Otto Petrenz (1878–1953), Bildhauer
- Katharina Geigenmüller (1890–1964), Malerin
- Ernst Pohlhausen (1890–1964), Mathematiker und Hochschullehrer
- Rudolf Kneip (1899–1986), Pädagoge, Schulmeister und Alumnatsinspektor in Eutin, Danzig und Ottingen sowie Verfasser von Literatur zur Wandervogelbewegung und zum Wandern
- Erhard König (1900–1966), Kommunist und Funktionär der Volkspolizei, geboren in Kockisch bei Mittweida

### Geboren im 20. Jahrhundert

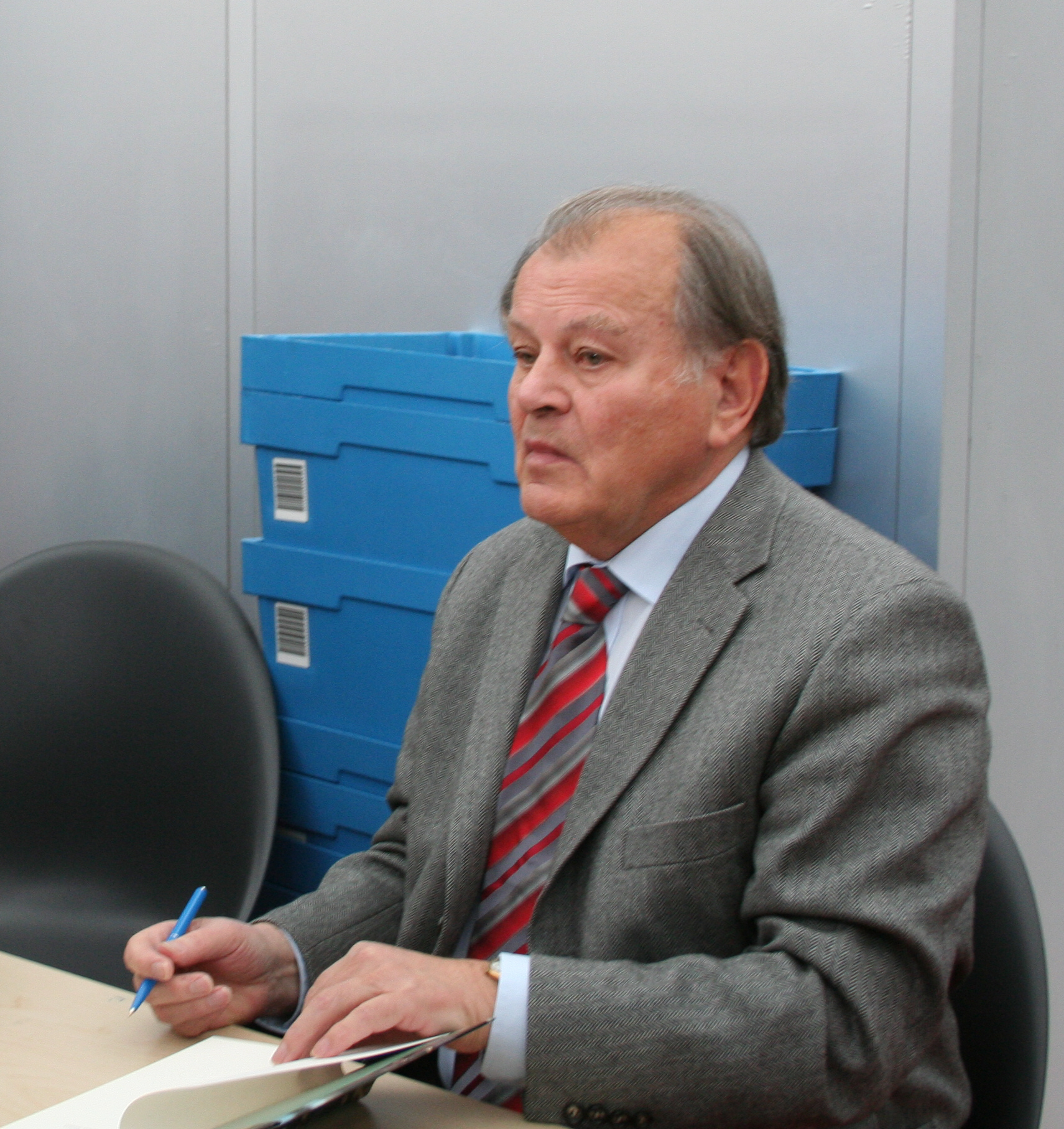
Erich Loest

- Kurt Martius (1903–1969), Politiker (NSDAP), Mitglied des nationalsozialistischen Reichstags
- Johannes Pietzonka (1904–1989), Stülpner-Forscher
- Rudolf Hasse (1906–1942), Rennfahrer
- Paul Dittel (1907–1982), Chef des Amtes VII des Reichssicherheitshauptamtes und SS-Obersturmbannführer
- Otto Löscher (1910–1970), Bundesrichter am Bundesgerichtshof
- Herbert Gadsch (1913–2011), Kirchenmusiker und Komponist
- Manfred Halpern (1924–2001), Wissenschaftler, Autor und Professor für Politikwissenschaft an der Princeton University
- Erich Loest (1926–2013), Schriftsteller
- Ulrich Blumenschein (* 1929), Journalist
- Manfred Flemming (1930–2015), Maschinenbauingenieur und Professor
- Günter Jäniche (1931–2020), literarischer Übersetzer
- Heinz Hanns (* 1932), war Vorsitzender des Bezirksvorstandes Rostock des FDGB der DDR und Kandidat des Zentralkomitees der SED, geboren in Ringethal bei Mittweida
- Horst Grienig (1936–2020), Wirtschaftswissenschaftler
- Peter Härtel (* 1937), Radsportler
- Wolfgang Schwabenicky (* 1940), Mittelalterarchäologe und Bauforscher
- Volker Zahn (* 1940), Arzt und staatlich anerkannter Baubiologe
- Wolfram Lindner (1941–2010), Radsporttrainer, geboren in Lauenhain
- Peter Löw (* 1941), Schriftsteller
- Ralf Schwarzer (* 1943), Psychologe und Professor der Psychologie. Schwarzer forscht im Bereich Gesundheitspsychologie zum Gesundheitsverhalten und zur Selbstwirksamkeitserwartung
- Astrid Bless (1944–2009), Schauspielerin und Kabarettistin
- Volker Sklenar (1944–2025), Politiker (CDU), langjähriger Minister in Thüringen
- Anita Kobuß (* 1944), Kanutin
- Karl Heinz Knepper (1945–2014), lyrischer Tenor
- Henning Rischer (* 1945), Geschichtsforscher, Autor und Herausgeber von Schriften zur Geschichte Pommerns
- Lothar Otto (* 1947), Kanzler (1995–2003) und Rektor (2006–2012) der Hochschule Mittweida
- Folker Schramm (* 1947), Musikpsychologe und Musikpädagoge, war Direktor des Städtischen Konservatoriums Osnabrück und danach Gründungsdekan und Direktor des Instituts für Musikpädagogik an der Fachhochschule Osnabrück
- Klaus Spremann (* 1947), Wirtschaftswissenschaftler, ist Professor emeritus der Universität St. Gallen und akademischer Direktor eines Forschungsinstituts in Singapur
- Dieter Reinfried (* 1947), Politiker (CDU), Abgeordneter im Sächsischen Landtag
- Joe Sachse (* 1948), Jazzgitarrist
- Jürgen Watzke (um 1952–1997), Schauspieler, Theaterregisseur und Hörspielsprecher
- Matthias Damm (* 1954), Politiker (CDU), Bürgermeister in Mittweida (2001–2015) und Landrat des Landkreises Mittelsachsen (2015–2022)
- Andreas Seidel-Morgenstern (* 1956), Verfahrenstechniker, Direktor am Max-Planck-Institut für Dynamik komplexer technischer Systeme Magdeburg und Inhaber des Lehrstuhls für Chemische Verfahrenstechnik an der Otto-von-Guericke-Universität Magdeburg
- Jürgen Nitsche (* 1958), Historiker, Autor und Kurator, geboren in Lauenhain
- Gerd Ulbricht (* 1960), Schauspieler, Chemnitzer Kabarett
- Holger Lippmann (* 1960), bildender Künstler, der zu den Pionieren der Netzkunst gehört
- Maren Lehmann (* 1966), Soziologin und Hochschullehrerin
- Falk Zenker (* 1967), Gitarrist, Komponist und Klangkünstler
- Andreas Klöden (* 1975), Radrennfahrer
- Benjamin Brunn (* 1977), Musiker, Produzent elektronischer Musik
- Antje Traue (* 1981), Schauspielerin

## Persönlichkeiten mit Bezug zur Stadt

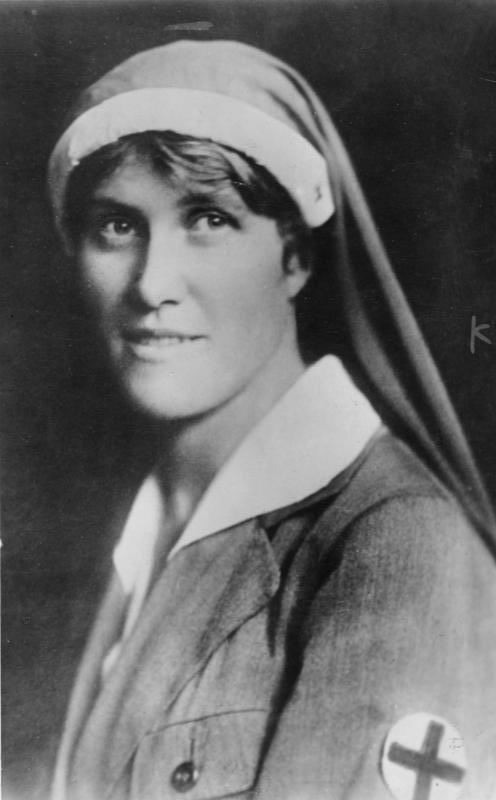
Elsa Brändström

- Melchior Friebe, auch Melchior Fribe (1629–1690), Mediziner, starb in Mittweida
- Johann Gottfried Freiherr von Lorenz († 1792), Kauf- und Handelsmann, Fabrikbesitzer sowie kursächsischer Kammerrat und Rittergutsbesitzer von Kleinmilkau, Podelwitz, Burkartshain, Mühlbach, Mockritz, Döschitz, Jeßnitz, Zöschau und Plotha bei Belgern, starb in Mittweida
- Gotthelf Traugott Esaias Häntzschel (1779–1848), deutscher Kaufmann und Politiker, MdL (Königreich Sachsen), Bürgermeister von Mittweida
- Friedrich Anton Seyrich (1830–1887), Kirchenmusikdirektor, Komponist und Kantor in Mittweida
- Ernst Voigt (1845–1886), Jurist und Politiker (NLP), Bürgermeister von Mittweida, MdL
- Alfred Udo Holzt (1859–1945), Ingenieur, leitete von 1892 bis 1936 als Direktor das Technikum Mittweida
- Johann Nepomuk Bürkel (1864–1951), Architekt und Baumeister, Lehrer am Technikum Mittweida, hat viele markante Gebäude in Mittweida geplant und errichtet
- Ottomar von Mayenburg (1865–1932), Apotheker und der Erfinder der Chlorodont-Zahnpasta, Schüler der Realschule in Mittweida und Abschluss mit mittlerer Reife 1882
- August Horch (1868–1951), deutscher Maschinenbauingenieur und Gründer der Automobilbauunternehmen Horch und Audi, studierte in Mittweida
- Bernhard Schmidt (1879–1935), auf astronomische Optik spezialisierter Optiker, arbeitete zeitweise in Mittweida
- Elsa Brändström (1888–1948), schwedische Humanistin, führte von 1924 bis 1931 auf Schloss Neusorge bei Mittweida ein Waisen- und Fürsorgeheim für Kinder, deren Väter in russischer Kriegsgefangenschaft verstorben sind
- Otto Spülbeck (1904–1970), war von 1958 bis zu seinem Tod Bischof des katholischen Bistums Meißen. Er nahm am Zweiten Vatikanischen Konzil teil und suchte dessen Beschlüsse mittels einer Diözesansynode im eigenen Bistum umzusetzen und starb in Mittweida.
- Helmut Lindner (1907–1983), Physiker, Elektroingenieur, Studiendirektor, Hochschullehrer und Autor von weit verbreiteten Lehrbüchern
- Walter Bruch (1908–1990), Pionier des deutschen Fernsehens, studierte in Mittweida
- Ingrid von Reyher (1908–2004), erste weibliche Lehrkraft am Technikum Mittweida, Namensgeberin des Ingrid-von-Reyher-Preises
- Gerhard Neumann (1917–1997), Maschinenbauingenieur und Erfinder, studierte in Mittweida
- Berndt Niethammer (1931–2005), Manager und Unternehmer in der Papierindustrie
- Michael Leutert (* 1974), Politiker (Die Linke), Abitur in Mittweida, MdB